# DNO
|  | For den russiske by, se Dno |
DNO ASA (OSE: DNO
) er moderselskabet i en international olie- og gaskoncern, der fokuserer på Mellemøsten og Nordafrika (MENA). Selskabet har ejerandele i olie- og gaslicenser i forskellige stadier af efterforskning, udvinding og produktion både onshore og offshore i den kurdiske del af Irak, Yemen, Sultanatet Oman, De Forenede arabiske emirater, Tunesien og Somaliland. DNO har hovedkontor i Oslo og et netværk af kontorer over hele MENA-regionen.
Selskabets aktier er noteret på børsen i Oslo. 

## Eksterne links
- DNOs officielle hjemmeside

| Firma | Spire Denne artikel om et firma eller en virksomhed i Norge er en spire som bør udbygges. Du er velkommen til at hjælpe Wikipedia ved at udvide den. |